# Tarianes
Els tarianes o taliaseri  són un poble indígena del riu Vaupés o Uaupés a la regió amazònica del Brasil i Colòmbia. A partir del segle xix, els missioners van intentar persuadir-los perquè abandonessin les seves creences i pràctiques tradicionals, amb cert nivell d’èxit. El govern va fer esforços per convertir-los en un sistema de "colònies" a canvi de beneficis sanitaris, educatius i econòmics a partir dels anys vuitanta. Ara són relativament autònoms dins de diversos territoris indígenes.

## Idioma
La llengua tariana pertany a la família lingüística de les llengües arawak. Estretament relacionada amb la llengua baniwa, només la parlen individus emparentats de rang baix. La raó que expliquen els tariana és que un cop establerts al llarg dels Uaupés, els homes de la majoria de les famílies es van casar amb dones wanano i tucanos, i els seus fills van créixer parlant la llengua de les seves mares. Gairebé tots els tariana poden parlar dahseyé, la llengua franca dels uaupés. El 1996 no hi havia parlants de tariana a Colòmbia i només 100 al Brasil.

## Localització
El 2010 DAI/AMTB va informar d'una població de 1.914 al Brasil i 205 a Colòmbia. El 2014, Siasi/Sesai va informar que hi havia 2.684 Tariana a l'estat d'Amazones. Els territoris indígenes del Brasil amb poblacions tariana inclouen l'Alto Rio Negro, Médio Rio Negro I, Médio Rio Negro II, Territori indígena Balaio Balaio i Cué-Cué/Marabitanas. A Colòmbia hi ha tarianes al riu Vaupés i al baix riu Papurí.
La major part dels tarianes viu al llarg del curs mitjà i superior del riu Uaupés. La concentració més gran és la de les comunitats del poble de Iauaretê i els seus voltants, amb una població estimada al voltant de 1.300 Tariana el 2004. Aquests inclouen els barris antics de São Miguel, Don Bosco, Santa Maria i São Pedro al poble, Campo Alto per sota de Iauaretê a l’Uaupés, Itaiaçu i Miriti per sobre de Iauaretê a l’Uaupés i Japurá, Aracapá i Sabiá a la riba dreta del riu Papurí a prop de la seva desembocadura.
Hi ha comunitats de tucanos, arapaso i pira-tapuia entre aquesta concentració principal tariana i dues concentracions més, la de Santa Rosa i Periquito més aigües amunt a l’Uaupés i la d’Ipanoré, Urubuquara, Piu-Pinu i Nova Esperança més aigües avall. També hi ha un nombre desconegut de tarianes que viuen en altres comunitats o centres urbans del Riu Negro, com ara les ciutats de São Gabriel da Cachoeira, Santa Isabel i Barcelos.

## Tradicions
Els tarianes són tradicionalment patrilineals, exogàmics i patrilocals. És a dir, el llinatge es remunta a la línia del pare, es casen amb dones de diferents grups ètnics i la dona va a viure a la comunitat del marit. Les dones tarianes poden casar-se amb homes dels grups tucano o piratapuyo. Hi ha un estatus heretat a la jerarquia social, inclosos líders, especialistes en danses i ornaments, xamans i serfs.
Els grups ètnics del riu Uaupés accepten la visió dels tariana sobre si mateixos com a "bipó diroá masí" (fills de la sang del tro). La tradició tariana diu que es van originar al voltant de la cascada d'Uapuí a la part alta del riu Aiari, un afluent de l'Içana des del qual es pot arribar a l'alta Uaupés per terra. La mitologia descriu diversos llocs on es van detenir i on es va establir la jerarquia entre els avantpassats dels diferents germans de l'exogàmica "ètnia tariana". Els trossos de ceràmica tariana trobats a Jurupari daten de fa 600 anys.

## Història

### Primers contactes europeus
Els missioners franciscans del riu Uaupés van trobar un gran nombre de tarianes a la ciutat d'Ipanoré. La regió de l'Alt Negro va ser devastada per la verola el 1740 i després pel xarampió el 1749 i el 1763. Els indis de la regió van ser explotats pels regatões (comerciants), que els van obligar a treballar sense sou. A mitjan segle xix, el governador de la recentment formada província d'Amazones va iniciar un programa de "civilització i catequització" dels indis a la vall alta del Rio Negro. Un caputxí va batejar 700 indis i va construir capelles a 24 pobles dels rius Uaupés i Içana.
Ajudats per cinc caps tucanos i tarianes, els caputxins van establir deu assentaments a la vora del riu i van utilitzar la força i la promesa d’eines per induir els indis a traslladar-s'hi i treballar pel govern. Alguns van ser portats a treballar a Manaus i els nens van ser ubicats en orfenats. El 1857 una força militar va atacar diversos pobles tarianes. Els moviments profètics de la segona meitat del segle xix van prometre liquidar els deutes del poble i absoldre els seus pecats. Tres missioners franciscans van ser expulsats pels tariana el 1883 després que exhibissin una màscara de Jurupari al púlpit de l'església, que les dones no podien veure ja que s'utilitzava en els ritus d'iniciació masculina

### Missions salesianes

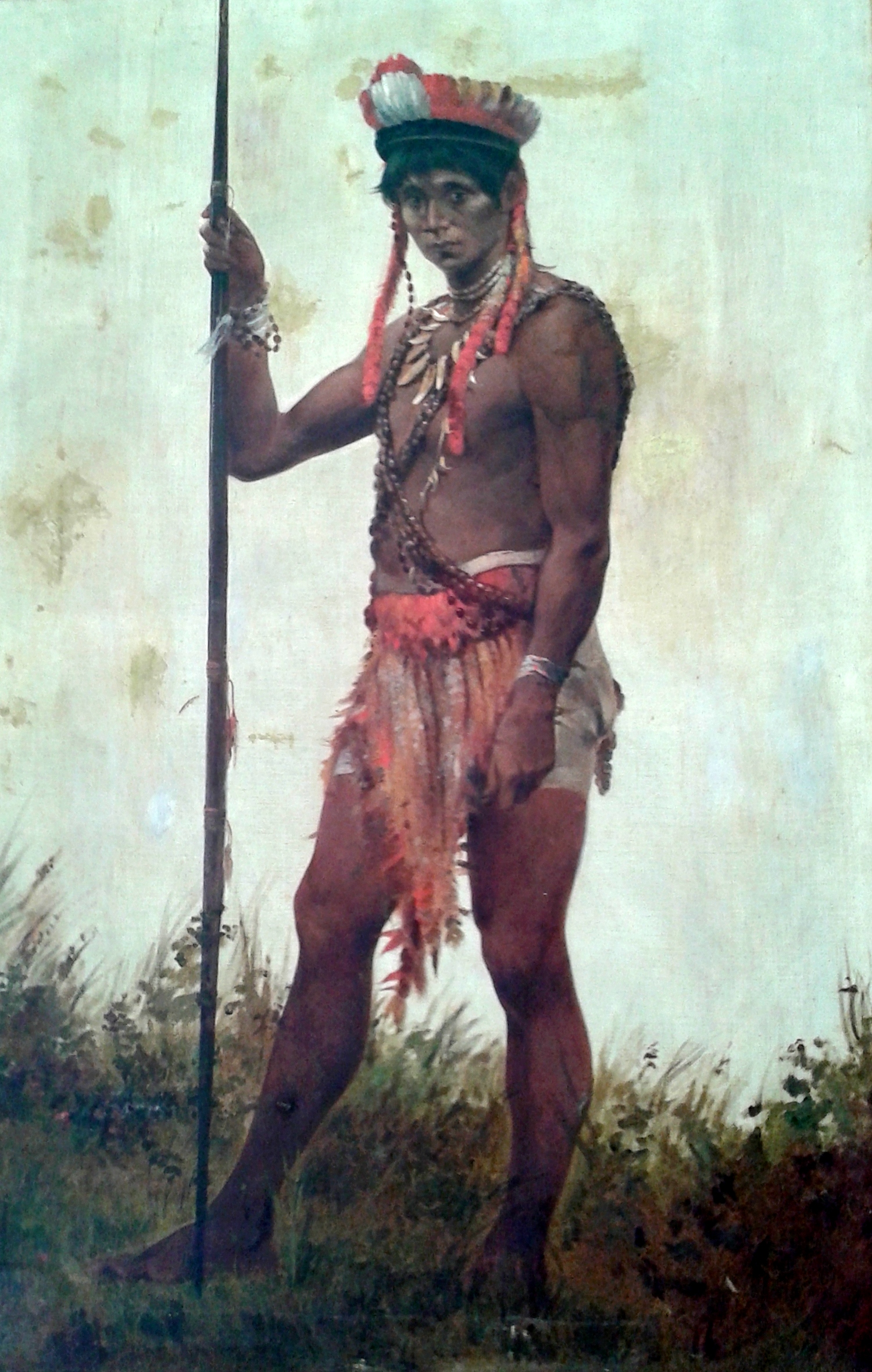
Retrat d'un cap indígena del riu Uaupés per Décio Villares (1882)

A les primeres dècades del segle XX es van establir missions salesianes als Uaupés, i els missioners es van convertir en els representants locals de l'estat. Se'ls va donar amplis fons per convertir i "civilitzar" els indígenes, i van ser capaços de reduir els abusos dels comerciants brasilers i colombians al riu. Quan Curt Nimuendajú va visitar el riu el 1927, va trobar que Iauaretê ja era el centre principal dels tarianes, amb 479 habitants en un tram del riu de 2 quilòmetres. Va assenyalar que els missioners eren intolerants a la cultura tradicionaltariana. Hi havia un lloc duaner colombià proper a la confluència dels rius Papuri i Uaupés, cosa que va provocar abusos per part dels comerciants colombians en absència de l'autoritat brasilera. Per recomanació de Nimuendajú, es va establir una estació SPI (Serviço de Proteção aos Índios) a la riba dreta (oest) de l’Uaupés enfront de la missió salesiana al marge esquerre (est) per sota del punt on el Papuri entra a l’Uaupés.
El primer internat de missió es va establir el maig de 1930, començant amb tres missioners residents i 15 estudiants. Es van començar les obres de construcció d'habitatges per a nois i noies, l'església, l’hospital, allotjaments, una serradora i una terrisseria, mitjançant mà d'obra local. A finals dels anys trenta hi havia una plantilla de missioners i allotjaments molt més gran per a 250 estudiants indígenes. Hi havia plantacions i ranxos, però les escoles depenien en gran manera de les aportacions dels pares d’uns 25 quilograms (55 lliures) de farina per alumne i any. El 1950 hi havia 40 funcionaris a la missió, la majoria exalumnes dels internats, l'establiment de salesians més gran de la regió de Rio Negro.
Els missioners exigien que, per rebre sagrament i participar en el comerç, els indis abandonessin els seus objectes cerimonials i passessin de les seves tradicionals malocas a cases individuals agrupades al voltant d'una capella. Això va passar gradualment. Alguns estudiants de la missió van marxar a Colòmbia per treballar a les plantacions de cautxú d'aquest país, utilitzant la seva educació per negociar les condicions de treball. Sembla que el lloc del SPI es va tancar el 1932, es va reobrir el 1943 amb una estació telegràfica i es va tornar a tancar el 1952. Hi va haver una tensió constant entre els agents de l’SPI i els missioners, que van acusar l'SPI d’incentivar pràctiques tradicionals “immorals”. Durant nou anys, els salesians van organitzar un gran nombre d'indis per construir una pista d'aterratge, que es va obrir el 1958. A partir d'ara la Força Aèria Brasilera va donar suport a la missió.

### Canvis econòmics
Després de finals dels anys seixanta, les plantacions de cautxú colombianes es van tancar i els indis ja no hi van trobar feina. A partir de principis dels anys setanta, la ciutat de São Gabriel da Cachoeira, dues setmanes per canoa riu avall, va començar a expandir-se a causa de les inversions del Pla nacional d'integració (PIN). Alguns tarianes es van desplaçar cap allà per trobar feina en la construcció o en la construcció de la nova carretera que unia la ciutat amb el lloc militar de Cucuí a la frontera veneçolana, que va ser abandonada uns anys més tard. A Iauaretê, els salesians van continuar controlant l'economia, però el sistema educatiu va evolucionar fora d'un model d'internat amb èmfasi en manualitats com la fusteria i l’adaptar a un model d’escola diürna amb el currículum estàndard brasiler. Els internats finalment van tancar el 1988.
El 1976 Funrural va obrir una sucursal a Iauaretê i va començar a pagar les pensions rurals a persones majors de 65 anys. L'antic lloc SPI va ser reobert per la Fundação Nacional do Índio (FUNAI), implementant el "Pla Alto Rio Negro" per millorar la salut i l'agricultura i donar als indis alternatives econòmiques a les empreses de la missió. La primera cooperativa indígena es va establir el 1978 i, tot i que va fracassar, es va produir un creixement constant de l’activitat comercial independent. Els nous residents van començar a mudar-se a Iauaretê, sovint parents dels tariana. Durant la dècada de 1980, alguns homes es van involucrar en la mineria, en el transport de mercaderies per la venda a miners o treballant per a narcotraficants colombians, però aquesta feina va resultar efímera..

### Colònia versus Territori Indígena
Amb el creixement de les poblacions dels rius Papuri i Alt Uaupés a la frontera entre el Brasil i Colòmbia, la regió es va començar a considerar important en termes de seguretat nacional. El primer Esquadró Fronterer Especial (1r EFE) es va instal·lar a Iauaretê el 1988-89. Aproximadament al mateix temps, es constitueixen les primeres organitzacions indígenes que exigeixen una major autonomia. Es van fer moviments per colonitzar la frontera nord de l'Amazònia en virtut del Projecte Calha Norte del Consell de Seguretat Militar i es va iniciar la discussió sobre la creació d'una "colònia indígena" a Iauaretê. Malgrat les reserves dels líders indígenes sobre el Projecte Calha Norte a la regió de l'Alt Rio Negro, es va crear oficialment un mosaic de "colònies indígenes" i "boscos nacionals" el 1987-88. Es van reduir els territoris reservats als indis i es van crear altres unitats territorials on es podrien explotar els recursos naturals i minerals. Els missioners, favorables a la "civilització" dels indis, van començar ara a donar suport als drets indígenes en oposar-se al Projecte Calha Norte.
En una reunió celebrada a Taracuá el juny de 1988, es va dir als indis dels rius Uaupés i Tiquié que si estaven d'acord serien "aculturats", el seu territori es convertiria en una colònia i rebrien beneficis sanitaris, educatius i econòmics. Els tariana de Iauaretê van acceptar aquest argument, però les comunitats tariana de riu avall els preocupats que en una colònia fossin explotats pels miners i els fusters que entrarien a la regió. Després que un conjunt d'ordenances es van crear colònies indígenes i boscos nacionals a la regió; els partidaris del model de colònies es van desmoralitzar perquè no es van lliurar els beneficis promesos. Es van formar noves organitzacions indígenes a favor d'una major autonomia. La disputa entre els diferents grups es va resoldre a mitjan anys noranta quan el govern federal va reconèixer més d'11.000.000 d'hectàrees de territoris indígenes de la regió.